# 龍運巴士R33線
|  | 本條目含有来自此处的文本，作者為Cnquate、215XBus，以CC BY-SA 3.0授權條款釋出。 |

|  | 本條目含有来自此处的文本，作者為LJ8652、Cnquate、215XBus、Omicron Omega、EXS to STV，以CC BY-SA 3.0授權條款釋出。 |

龍運巴士R33線來往港鐵屯門站及香港迪士尼樂園，途徑屯門新墟、屯門市中心、友愛邨、安定邨、兆麟苑、龍門居及蝴蝶灣，於每日上午去程（周末及假日則延長至13:30）及下午繁忙時間回程。
特別路線R33P由迪士尼樂園單向前往兆康站（南），途經屯門市中心、蝴蝶灣及良田。此路線只會在特別情況下提供服務，包括迪士尼樂園一帶舉行的音樂會（如「五月天《人生無限公司》演唱會」）完結後單向開往兆康站（南）。

## 歷史
本線於香港迪士尼樂園未開幕前被編為「D33」線。2005年6月22日政府公佈香港迪士尼樂園的公共交通安排後，本線才改名為R33線。
- 2005年8月16日：為配合香港迪士尼樂園即將啟用而投入服務，只於每天早上提供由屯門開往迪士尼樂園及晚上由迪士尼樂園開往屯門之單向服務。
- 2008年10月13日：取消平日往迪士尼樂園之班次。
- 2012年9月20日：改由龍運巴士自行派車行走，以配合其他個別路線車長用膳時間不得少於60分鐘。
- 2016年4月17日：假日往迪士尼樂園之班次减至2班，並調整開出時間。
- 2018年1月1日：取消平日往屯門鐵路站之班次。
- 2018年5月4日：R33P線投入服務。[1]
- 2020年1月26日至6月20日、7月15日至9月24日、12月5日至2021年2月19日：迪士尼樂園因受2019冠狀病毒病疫情影響關閉，該線暫停服務，[2][3][4][5]
- 2021年5月8日：試行以下服務改動，直至另行通知。[6]
  - 往迪士尼樂園方冋新增06:30（只限星期一至五）、10:40班次；
  - 原有09:15往迪士尼樂園方冋班次改為每日服務；
  - 往屯門站方向新增每日18:30班次。
- 2021年8月1日：於樂園開放日子試行以下服務改動：[7]
  - 往迪士尼樂園方向新增11:15、13:15班次，直至同年8月31日；
  - 往屯門站方向新增星期一至五19:50班次（即樂園關閉時間後20分鐘開出），直至另行通知。
- 2021年9月1日：試辦班次有以下服務改動：[8]
  - 往迪士尼樂園方向11:15、13:15班次改為星期六、日及公眾假期服務，直至另行通知。
- 2022年7月18日：R33線來回程改經龍門路、屯門赤鱲角隧道公路、順朗路及北大嶼山公路往返竹篙灣公路，不再途經屯門公路、汀九橋及青嶼幹線：[9]
  - 往迪士尼樂園方向增停皇珠路「龍逸邨」、龍門路「富健花園」、「新屯門中心」、「兆山苑柳景閣」、「蝴蝶灣」及「屯門赤鱲角隧道轉車站」站；
  - 往屯門站方向增停「屯門赤鱲角隧道轉車站」、龍門路「蝴蝶灣」、「蝴蝶站」、「新屯門中心」及「龍門站」站；
  - 全程收費由原本$22.3調低至$20。
  - 於屯門赤鱲角隧道轉車站增設與停靠該站的A／E線之轉乘優惠。
- 2022年8月1日：試辦班次之往迪士尼樂園方向11:15班次改為於樂園開放日子服務，直至另行通知。[10]

## 服務時間及班次
| 屯門站開                           | 屯門站開                                  |
| ---------------------------------- | ----------------------------------------- |
| 服務日期                           | 服務時間                                  |
| 星期一、二、四、五及指定樂園開放日 | 06:30、09:15、10:30、11:30                |
| 星期六、日及公眾假期               | 06:30、09:15、10:30、11:30、12:30、13:30  |
| 樂園關閉日（星期三）               | 06:30                                     |
| 迪士尼樂園開                       |                                           |
| 服務日期                           | 服務時間                                  |
| 星期一、二、四、五及指定樂園開放日 | 18:30、樂園關閉時間後30分鐘               |
| 星期六、日及公眾假期               | 17:45、18:30、19:00、樂園關閉時間後30分鐘 |
| 樂園關閉日（星期三）               | 18:30                                     |

## 收費
| 路線 | 全程收費 | 分段收費                       |
| ---- | -------- | ------------------------------ |
| R33  | $21.1    | - 不設分段收費                 |
| R33P | $30      | - 不設分段收費及八達通轉乘優惠 |

| - 本線設有12歲以下小童及65歲或以上長者半價優惠。 - 65歲或以上香港居民使用「樂悠咭」，以及12歲以下合資格殘疾兒童使用「殘疾人士身份」個人八達通繳付車資，均可享有每程$2.0或半價（以較低者為準）的票價優惠；12至64歲合資格殘疾人士使用「殘疾人士身份」個人八達通（包括「樂悠咭」），以及60至64歲香港居民使用「樂悠咭」繳付車資，均可享有每程$2.0或全費（以較低者為準）的票價優惠。 - 65歲或以上長者如使用長者或一般個人八達通繳付車資，則只可享有半價優惠；12至64歲合資格殘疾人士如不使用「殘疾人士身份」個人八達通，以及60至64歲人士如不使用「樂悠咭」繳付車資，必須繳付全費。 - 乘客可以現金或八達通於上車時付款，不設找續。 - 每位成人乘客可免費攜帶最多兩名4歲以下而不佔座位的兒童乘客乘車，超額之4歲以下小童必須繳付小童車費乘車。 - 持有「九巴月票」之乘客在車票有效期內，每日可享最多10程任何九龍巴士及龍運巴士路線（包括本路線，以及聯營路線的九龍巴士／龍運巴士提供的班次；惟乘搭機場「A」及「NA」線則可享原價二七折優惠（不會計算每天10次合資格車程））；而B1線則每日可享最多各2程（不會計算每天10次合資格車程）。 - 九龍巴士、城巴、龍運巴士及陽光巴士全職員工及家屬（不包括外判職員）可免費乘搭本路線，惟必須拍職員或職員家屬八達通。 - 乘客亦可透過多元化電子支付系統（e度嘟）繳付車資，包括使用非接觸式VISA卡、JCB卡、萬事達卡、銀聯卡、美國運通、大來國際、Discover Card、Apple Pay、Google Pay、Samsung Pay、AlipayHK「易乘碼」、支付寶、WeChatHK／微信支付「搭車碼」、銀聯雲閃付「乘車碼」及BOC Pay「乘車碼」。乘客使用此付款方式，使用此支付方式的乘客可享有中途下車之分段收費，以及與其他九巴／龍運獨營路線或聯營線九巴／龍運班次之轉乘優惠，惟不適用於與非九巴／龍運路線之轉乘優惠，亦不能享有「公共交通費用補貼計劃」及「長者及合資格殘疾人士公共交通票價優惠計劃」。 |

## 行車路線
R33
屯門站開經：杯渡路、屯門鄉事會路、海珠路、海皇路、皇珠路、龍門路、屯門赤鱲角隧道公路、順朗路、北大嶼山公路、竹篙灣公路、神奇道及幻想道。
迪士尼樂園開經：幻想道、神奇道、竹篙灣公路、北大嶼山公路、順朗路、屯門赤鱲角隧道公路、龍門路、皇珠路、海皇路、海珠路、屯門鄉事會路、杯渡路及河傍街。
R33P
經：幻想道、神奇道、竹篙灣公路、北大嶼山公路、青嶼幹線、青朗公路、屯門公路、屯喜路、屯匯街、屯門市中心巴士總站、屯門鄉事會路、海珠路、海皇路、湖山路、湖翠路、龍門路、青雲路、鳴琴路、田景路、鳴琴路、震寰路、青麟路、藍地交匯處及青山公路－嶺南段。

### 車站一覽

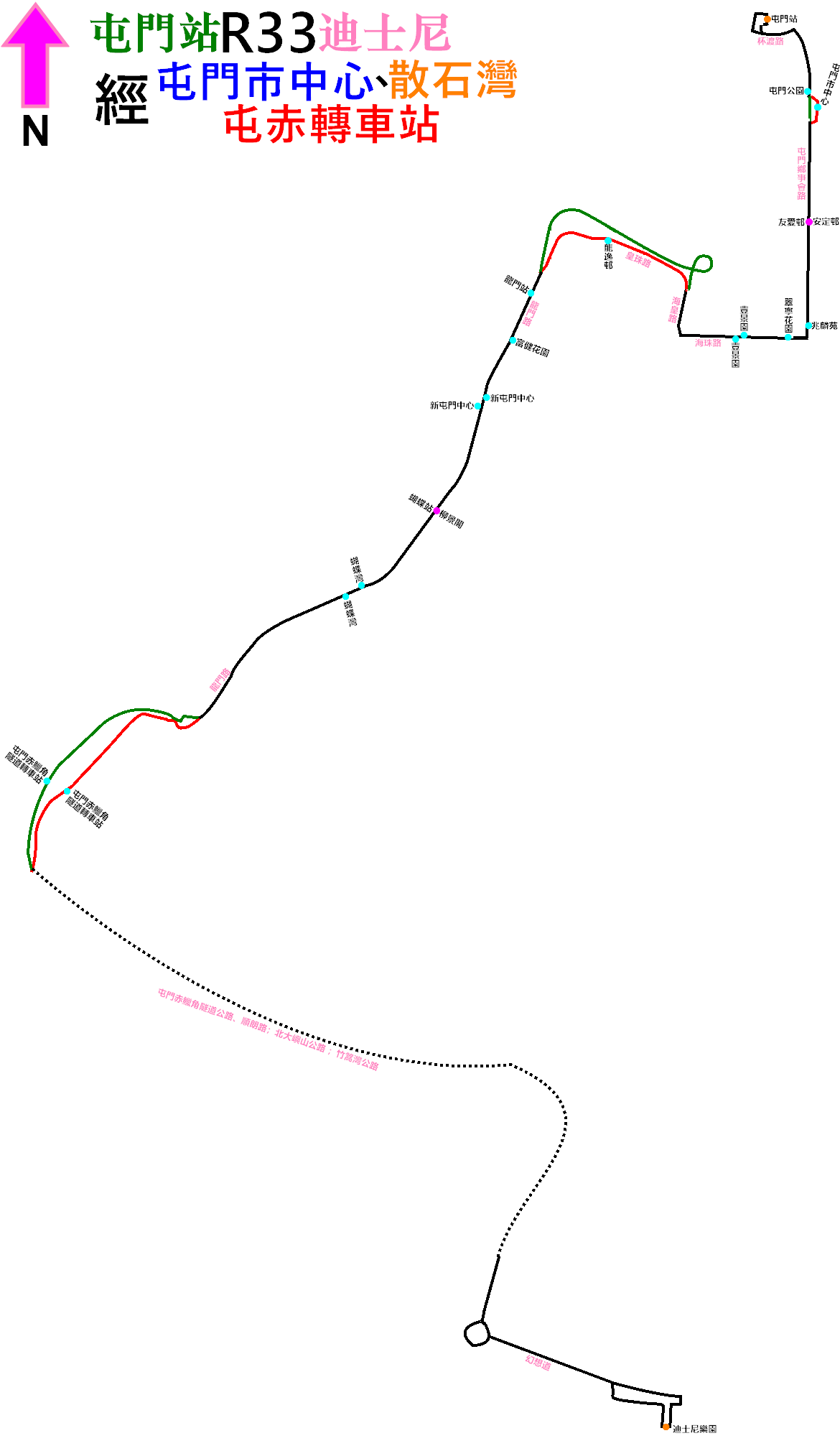
R33線的走線圖

R33
| 屯門站開 | 屯門站開                   | 屯門站開             | 迪士尼樂園開 | 迪士尼樂園開               | 迪士尼樂園開         |
| 序號     | 車站名稱                   | 位置                 | 序號         | 車站名稱                   | 位置                 |
| -------- | -------------------------- | -------------------- | ------------ | -------------------------- | -------------------- |
| 1        | 屯門站巴士總站             | 屯門站公共運輸交匯處 | 1            | 迪士尼樂園巴士總站         | 迪士尼公共運輸交匯處 |
| 2        | 屯門市中心                 | 屯門市中心巴士總站   | 2            | 屯門赤鱲角隧道轉車站（T2） | 屯門赤鱲角隧道       |
| 3        | 安定邨                     | 屯門鄉事會路         | 3            | 蝴蝶灣                     | 龍門路               |
| 4        | 兆麟苑                     | 屯門鄉事會路         | 4            | 蝴蝶站                     | 龍門路               |
| 5        | 豐景園                     | 海珠路               | 5            | 新屯門中心                 | 龍門路               |
| 6        | 龍逸邨                     | 皇珠路               | 6            | 龍門站                     | 龍門路               |
| 7        | 富健花園                   | 龍門路               | 7            | 豐景園                     | 海珠路               |
| 8        | 新屯門中心                 | 龍門路               | 8            | 翠寧花園                   | 海珠路               |
| 9        | 兆山苑柳景閣               | 龍門路               | 9            | 友愛邨                     | 屯門鄉事會路         |
| 10       | 蝴蝶灣                     | 龍門路               | 10           | 屯門公園                   | 屯門鄉事會路         |
| 11       | 屯門赤鱲角隧道轉車站（A4） | 屯門赤鱲角隧道       | 11           | 屯門站巴士總站             | 屯門站公共運輸交匯處 |
| 12       | 迪士尼樂園巴士總站         | 迪士尼公共運輸交匯處 |              |                            |                      |

R33P
| 迪士尼樂園 開                                           | 迪士尼樂園 開      | 迪士尼樂園 開              |
| 序號                                                    | 車站名稱           | 位置                       |
| ------------------------------------------------------- | ------------------ | -------------------------- |
| 1                                                       | 迪士尼樂園巴士總站 | 迪士尼公共運輸交匯處       |
| 竹篙灣公路； 北大嶼山公路至青馬大橋； 汀九橋、 屯門公路 |                    |                            |
| 2                                                       | 屯門公路轉車站     | 屯門公路巴士轉乘站         |
| 3                                                       | 屯門大會堂         | 屯喜路                     |
| 4                                                       | 屯門市中心         | 屯門市中心巴士總站         |
| 5                                                       | 安定邨             | 屯門鄉事會路               |
| 6                                                       | 兆麟苑             | 屯門鄉事會路               |
| 7                                                       | 豐景園             | 海珠路                     |
| 8                                                       | 屯門泳池           | 海皇路                     |
| 9                                                       | 邁亞美海灣         | 湖翠路                     |
| 10                                                      | 屯門碼頭           | 湖翠路                     |
| 11                                                      | 美樂花園           | 湖翠路                     |
| 12                                                      | 蝴蝶站             | 龍門路                     |
| 13                                                      | 新屯門中心         | 龍門路                     |
| 14                                                      | 龍門站             | 龍門路                     |
| 15                                                      | 青雲站             | 青雲路                     |
| 16                                                      | 鳴琴站             | 鳴琴路                     |
| 17                                                      | 石排站             | 鳴琴路                     |
| 18                                                      | 新圍苑             | 田景路                     |
| 19                                                      | 兆邦苑             | 田景路                     |
| 20                                                      | 寶田邨             | 鳴琴路                     |
| 21                                                      | 大興警署           | 震寰路                     |
| 22                                                      | 麒麟圍             | 青麟路                     |
| 23                                                      | 紫田村             | 青麟路                     |
| 24                                                      | 五柳路             | 藍地交匯處                 |
| 25                                                      | 富泰邨             | 青山公路－嶺南段           |
| 26                                                      | 嶺南大學           | 青山公路－嶺南段           |
| 27                                                      | 彩暉花園           | 青山公路－嶺南段           |
| 28                                                      | 兆康站巴士總站     | 兆康站（南）公共運輸交匯處 |

## 使用車輛
本線實際所用的是九龍巴士屯門區路線的車輛。而龍運巴士於2012年10月20日（星期六）開始，於部份日子自行派車行走此路線回程。

## 現況
本線受到港鐵的競爭較小，但由屯門區往來迪士尼的乘客多數由E33系路線轉乘其他交通工具，假日才可能客滿，故由2018年起，改為只於假日服務。
2020年12月28日屯門赤鱲角隧道通車，當日起屯門區所有往返東涌及機場的日間巴士路線，由青嶼幹線改經屯赤隧道，本線不再接駁R8線始加強服務。

## 外部連結
- 龍運R33線 （页面存档备份，存于）